# Hyannis (Massachusetts)
Pour l’article homonyme, voir Hyannis.
Hyannis (en anglais [ˌhaɪˈænɪs]) est le plus grand des sept villages de la ville de Barnstable dans le Massachusetts au cap Cod. C'est le point de passage obligé de la zone et Hyannis fut désignée région urbaine après le recensement de 1990,. Ceci a fait que Hyannis fut dénommée la « Capitale du Cap ».
Elle regroupe les quartiers d'affaires de Barnstable ainsi que deux importants quartiers commerçants, le centre-ville historique (Main Street) et le quartier de la route 132 (en), incluant Cape Cod Mall et Cape Cod Potato Chips.
Le Zayre Department Store ouvre quant à lui en 1956 sur Main Street.
Hyannis est une importante destination touristique, ainsi que le principal lien maritime et aérien desservant l'île de Nantucket (passagers ou fret). Elle assure également (mais avec une importance moindre) la liaison avec l'île de Martha's Vineyard. Grâce à son grand port naturel, Hyannis est le plus grand port de plaisance et le second plus grand port de pêche du cap Cod. 
Le JFK Hyannis Museum, dans la vieille mairie de la rue principale se concentre sur la résidence de John Fitzgerald Kennedy dans la ville (Kennedy Compound). Un mémorial en l'honneur du président Kennedy sur le front de mer de la baie de Lewis fut érigé par les citoyens de Barnstable en 1966. Le monument est composé d'une fontaine et d'un bloc de pierre comportant le sceau présidentiel. Une citation de JFK est également inscrite sur le mémorial : « I believe it is important that this country sail and not sit still in the harbor » (« Je crois qu'il est important que ce pays [les États-Unis] navigue et ne reste pas tranquillement au port »).

## Hyannis Port
Hyannis Port (en) (aussi appelé Hyannisport)  est un riche quartier résidentiel se trouvant au sud-ouest de Hyannis, sur Hyannis Harbor. C'est ici que se trouvent quelques-unes des résidences des membres de la famille Kennedy (Kennedy Compound). On y trouve également l'un des premiers parcours de golf du Cap Cod.

## Éducation
Hyannis accueille la Barnstable High School, qui est la principale école de Cap Cod. D'autres grandes écoles sont également présentes comme la Sturgis Charter Public School qui propose un baccalauréat international ou l'école Pape Jean-Paul-II.
Saint Francis Xavier Preparatory School (SFXP) est une école préparatoire aux grandes études qui a accueilli dans ses rangs de nombreux personnages emblématiques tels que John Fitzgerald Kennedy ou encore George W. Bush.

## Commerce de détail
Un inventaire des services que propose la ville (paru en 2002) indique la présence de 64 bars/restaurants et de 312 services d'hébergements comprenant : 19 motels, 8 Bed & Breakfasts (Chambre d'hôtes), 5 hôtels, 125 copropriétés et un office du tourisme.
Toujours en 2002, un inventaire recensant les lieux commerciaux (sans inclure les services de logement et de consommation) indiquait 249 commerces dans la ville. Cela incluait 110 magasins de détail mais surtout 10 centres commerciaux d'une surface totale proche d'un million de mètres carrés. Il y avait également 45 condominiums, 38 magasins « à escompte » (discount stores), 36 unités résidentielles « mixed-retail », neuf quincailleries et un supermarché.

## Démographie
En 2000, Hyannis comptait 20 097 habitants, vivant dans 8 406 foyers. 19,80 % des 10 922 habitations de Hyannis étaient saisonnièrement vacantes. Hyannis avait un partage disproportionné des propriétés multi-familiales en comparaison avec la ville et le comté. Hyannis avait un pourcentage de propriétaires de 58,3 %, 20 % de moins que la Ville ou le Comté. Cette différence est principalement due au prix des appartements dans le Village. Le déclin des foyers familiaux jeunes était attribué au manque d'opportunités de travail acceptables et de logements "abordables". La valeur moyenne des logements occupés par leur propriétaire à Hyannis en 2000 était de 149 720 $. La moyenne haute des locations était de 718 $ par mois. En 2002, le prix moyen pour une maison isolée était de 196 000 $.
Le revenu moyen du chef de famille était de 38 467 $. 15,9 % de foyers gagnaient plus de 75 000 $. 14,6 % de la population de Hyannis vivait sous le seuil de pauvreté. 18,74 % avaient plus de 65 ans. Le chômage touchait 3,8 % de la population active. La population des plus jeunes et des plus vieux augmente et bien qu'il y ait également une augmentation des 25-40 ans ceci ne traduit pas nécessairement une évolution des revenus, le nombre des foyers gagnant de 10 000 $ à 15 000 $ ayant augmenté comme le nombre de familles sous le seuil de pauvreté.
Hyannis a la communauté la plus diverse ethniquement de Cap Cod avec plus de 30 % de non-blancs.
Une des communautés brésiliennes la plus importante du Massachusetts, en dehors de Boston, réside à Hyannis, comme un nombre significatif de Capverdiens, Afro-Américains, Asiatiques et Hispaniques. Hyannis a un certain nombre d'églises, de restaurants et d'événements multiculturels. Pendant les mois d'été, de mai à août, Hyannis héberge beaucoup d'étudiants de l'Irish college qui travaillent pendant la haute saison touristique.

## Transports
L'aéroport municipal de Barnstable (en) se trouve au nord de Hyannis, à la jonction des routes 132 (en) et 28 (en).

## Sports
Les "Hyannis Mets" (de la ligue de baseball du Cap Cod) jouent au McKeon Park de mi-juin à début août.

## Résidents notoires
- Judy Garland, actrice et chanteuse
- John Havlicek, joueur étoile des Celtics de Boston (basketball)
- Famille Kennedy et notamment Joseph Patrick Kennedy, le père du président qui, en 1928, acheta la maison qui deviendra Kennedy Compound, la résidence favorite des Kennedy pendant quatre générations[4].
- Jack Kerouac, nouvelliste, poète, artiste américain
- Dan LaCouture, joueur de hockey des Bruins de Boston (LNH)
- Larry Page, cofondateur de Google
- Paul Pena, chanteur de blues, guitariste (1950-2005)